# Resolució 326 del Consell de Seguretat de les Nacions Unides
La Resolució 326 del Consell de Seguretat de les Nacions Unides, fou aprovada el 2 de febrer de 1973. Preocupat pels actes provocatius i agressius comesos per República de Rhodèsia contra Zàmbia i pertorbat per la contínua intervenció militar de Sud-àfrica a Rhodèsia, el Consell va condemnar tots els actes de provocació i assetjament contra Zàmbia.
La resolució va exigir la retirada immediata de totes les forces militars de Sud-àfrica de Rhodèsia del Sud i de la seva frontera amb Zàmbia i va decidir enviar una missió especial (que consistia en 4 membres del Consell que seran designats pel President) per avaluar la situació a la zona i n'informarà l'1 de març de 1973. El Consell també va aprofitar l'oportunitat de reafirmar totes les seves posicions anteriors contra les nacions de Rhodèsia del Sud i Sud-àfrica.
La resolució es va aprovar amb 13 vots contra cap, amb l'abstenció del Regne Unit i els Estats Units.